# Windmühle Messlingen
Windmühle Messlingen is een windkorenmolen in Messlingen, een stadsdeel van Petershagen, Noordrijn-Westfalen. Het is een in 1843 gebouwde houten, achtige stellingmolen, die bedekt is met schaliën. Naast de molen staat een vakwerk ontvangstgebouw.
De molen heeft drie maalkoppels en een pelkoppel. Onder in de molen werd olie geslagen, waar een deel van de inrichting nog aanwezig is. Het oliewerk zal worden gerestaureerd.
Het gevlucht heeft houten roeden met op de buitenroede Oudhollands en op de binnenroede zelfzwichting. De zelfzwichting wordt bediend met een staaldraad vanaf de askop, die door de kap loopt en aan de achterzijde via een boom naar beneden gaat.

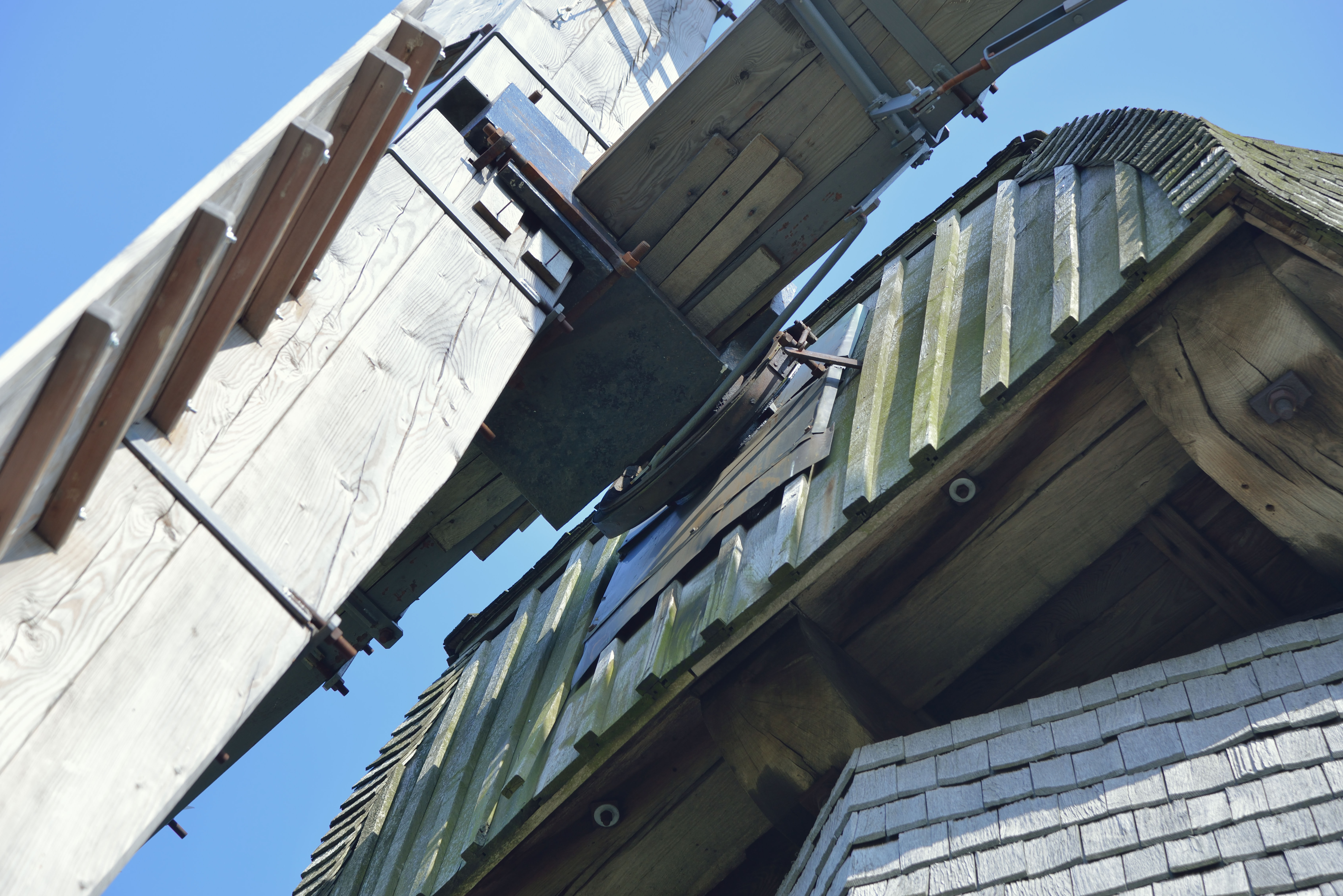
Askop met bediening zelfzwichting

De bovenas is van hout, maar heeft een gietijzeren insteekkop en pen.
De molen is een zelfkruier met twee houten windrozen op de achterkant van de kap.

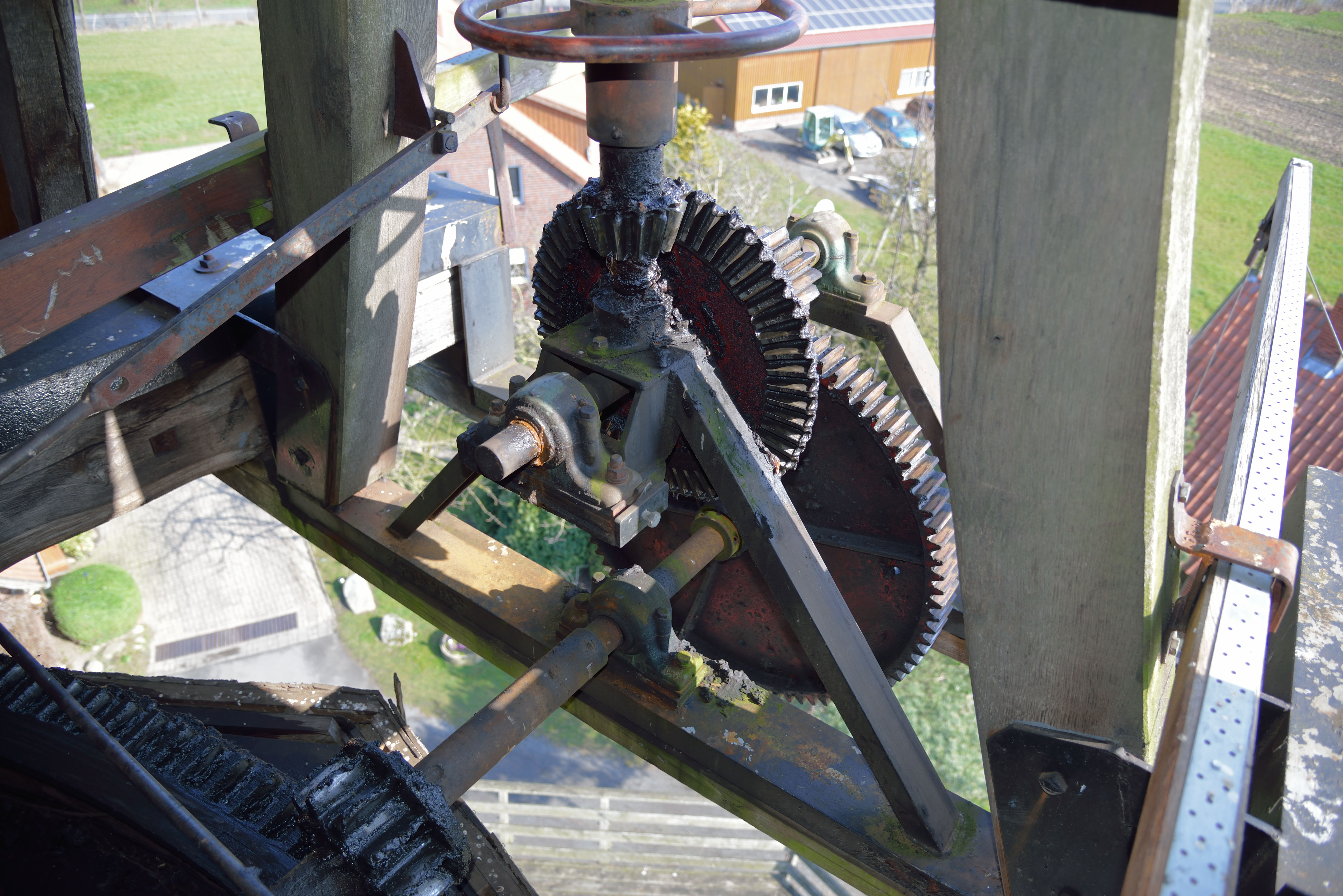
Zelfkruimechanisme

Voor het luien is er een gaffelwiel.